# 쿠마라 캄파나

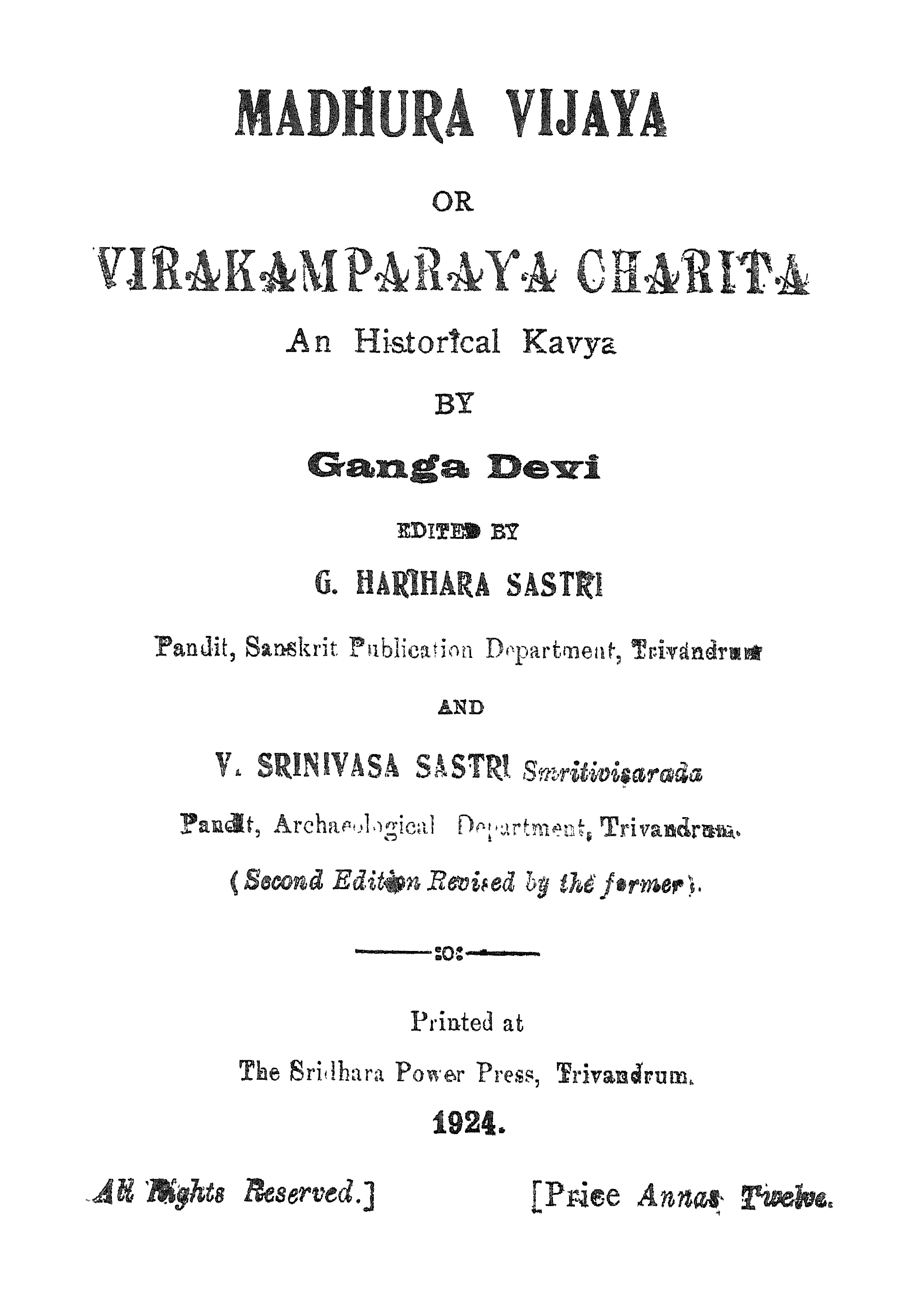
마두라 비자얌 1924년 판본

쿠마라 캄파나 또는 캄파나 우다이야르, 비라캄파라야는 비자야나가라 제국의 군사 지휘관이자 황자였다. 그는 황제 부카 라야 1세의 아들이었으며, 마두라이 술탄국으로의 성공적인 침공을 이끌었다. 그의 업적은 그의 아내 강가데비가 쓴 산스크리트 서사시 마두라 비자얌의 주제가 되었다.
시적 전설에 따르면, 쿠마라 캄파나에게 여신의 검을 주어 마두라이를 술탄국으로부터 해방시키고 미나크시 사원을 다시 열며 “거대한 잘못을 바로잡기 위해” 싸우게 한 것은 강가데비였다고 월리엄 월슨은 말했다.